# Улица Гипша
Улица Ги́пша (латыш. Ģipša iela) — улица в Курземском районе города Риги, в историческом районе Кипсала. Пролегает в направлении с востока на запад, от Баласта дамбис до набережной Зунда. Длина улицы составляет 388 метров.
Впервые показана на плане города 1876 года.
Название улицы (рус. Гипсовая улица, нем. Gypsstrasse) происходит от гипсовой фабрики «Celm & Boehm» (находившейся на углу с Баласта дамбис) и никогда не изменялось.
Имеет преимущественно асфальтовое покрытие, однако западнее улицы Звейниеку покрытие становится гравийным, а прилегающий к Зунду 30-метровый отрезок не имеет покрытия. На участке от ул. Звейниеку до ул. Оглю по улице пролегает маршрут городского автобуса № 57; есть одноимённая остановка.

## Прилегающие улицы
Улица Гипша пересекается со следующими улицами:
- Баласта дамбис
- улица Оглю
- улица Звейниеку
- набережная Зунда